# Will You Dance with Me
Will You Dance with Me è il singolo d'esordio della cantante statunitense Julianne Hough.

## Classifiche
| Classifica (2007)      | Posizione massima |
| ---------------------- | ----------------- |
| U.S. Billboard Hot 100 | 114               |
| U.S. Billboard Pop 100 | 100               |